# Bauwerk Parkett
Bauwerk Parkett ist ein Schweizer Hersteller von Parkettböden mit Hauptsitz in St. Margrethen.
Das Unternehmen ist schwerpunktmässig in der Schweiz, Deutschland, Österreich, sowie in Italien, Frankreich, Niederlande, Asien und Osteuropa aktiv. Seit 2013 gehört die Bauwerk Group Schweiz AG zur Bauwerk Group. Die Besitzer der Gruppe sind die Ernst Göhner Stiftung und die Johan G. Olsen AS.
Das Unternehmen entwickelt, produziert und vertreibt Parkettböden für private Endverbraucher und für öffentliche Bauten, Büros, Gastronomie, Hotellerie und Wohnbau. Das Produktsortiment von Bauwerk Parkett umfasst 350 Produkte. 
Im Mai 2022 wurde der Amerikanische Parketthersteller Somerset Hardwood Flooring Inc. übernommen. Damit ist Bauwerk Parkett nun Weltmarktführer.

## Herkunft
Der Zürcher Unternehmer Ernst Göhner legte 1935 den Grundstein zur heutigen Bauwerk Parkett Group Schweiz AG mit einem Patent für einen „aus Holzstücken zusammengesetzten Belag für Fussböden oder Wände“: dem Mosaikparkett. Bauwerk Parkett begann mit der industriellen Parkettfabrikation. Das Parkett wurde ab 1952 weltweit exportiert.1975 entwickelte Bauwerk Parkett das erste 2-Schicht-Fertigparkett. Das Unternehmen wurde rasch zum grössten Parketthersteller in der Schweiz. 1954 wurde ein Standort in Österreich und 1987 in Deutschland aufgebaut. 1984 lief der 1 000 000. Quadratmeter Parkett vom Band. In der Folgezeit expandierte das Unternehmen. Es entwickelte und vertrieb nicht nur Parkett, sondern auch die Maschinen zur Herstellung von Parkett in alle Welt.
Aus dem ursprünglich technisch und produktionsorientierten Unternehmen wurde in den 2010er Jahren ein marktorientiertes Unternehmen, das sich mit Themen wie Wohngesundheit, Nachhaltigkeit und Design beschäftigt. Mehr als 60 Prozent der Bauwerk-Produkte werden in St. Margrethen in der Schweiz hergestellt. In den 1990er Jahren wurden Sägewerke in Jassenskoje, Russland und Kietaviškės, Litauen übernommen. Die Bauwerk Group eröffnete 2014 ein Werk in Kietaviskes in Litauen und 2017 ein Werk in Đurđevac in Kroatien.

## Nachhaltigkeit
Bei Bauwerk Parkett erfolgt die Verarbeitung des Holzes unter Berücksichtigung umweltrelevanter Gesichtspunkte. Es wird Holz aus kontrollierter Herkunft verwendet und das Rohmaterial wird optimal ausgenützt.

## Auszeichnungen und Designpreise
- 2014: Bei den Iconic Awards zeichnete der Rat für Formgebung Formpark mit einem «Best of Best» im Bereich «Product» aus.

- 2015: Beim German Design Award wurde Formpark in der Kategorie «Building and Energy» mit einem «Special Mention» für besondere Designqualität prämiert.

- 2016 und 2017: Das Produkt Flow Edition erhält bei den «Iconic Awards 2016» den «Best-of-Best» in der Kategorie «Product – Wall, Floor, Ceiling» und beim «German Design Award 2017» eine «Special Mention».
- 2018: Die beiden Formpark-Formate «Rombico und Quadrato» erhielt die Auszeichnung «ICONIC AWARDS 2018: Innovative Architecture – Winner»